# Deportivo Aragón
Maillots
Actualités
Le Deportivo Aragón est l'équipe de football réserve du Real Saragosse, créée en 1958.

## Histoire
Le club est fondé en 1958 sous le nom de Real Zaragoza CD Aficionados. Le club débute dans les divisions régionales. 
Le club achète les droits sportifs de l'UD Amistad en 1964, lui permettant de participer à la Tercera División. L'année suivante, un contrat de filiation avec le Real Saragosse est passé. En 1991, le club disparaît et fusionne pour laisser place au Real Zaragoza B.
L'équipe participe une fois au championnat de Segunda División (deuxième division), lors de la saison 1985-1986. À cette occasion, l'équipe se classe 18e du championnat, avec 8 victoires, 6 matchs nuls et 24 défaites.

## Saison par saison

### Real Zaragoza CD Aficionados
| Saison    | Division            | Place |
| --------- | ------------------- | ----- |
| 1958–1959 | Regional Preferente | 1er   |

### Juventud CF
| Saison    | Division         | Place |
| --------- | ---------------- | ----- |
| 1959–1960 | Tercera División | —     |
| 1960–1961 | Tercera División | —     |
| 1961–1962 | Tercera División | —     |

### Deportivo Aragón / Aragón CF
| Saison    | Division                      | Place | Copa del Rey |
| --------- | ----------------------------- | ----- | ------------ |
| 1962–1963 | Divisions régionales d'Aragon | —     | —            |
| 1963–1964 | Divisions régionales d'Aragon | —     | —            |
| 1964–1965 | Tercera División              | 5e    | —            |
| 1965–1966 | Tercera División              | 15e   | —            |
| 1966–1967 | Tercera División              | 2e    | —            |
| 1967–1968 | Tercera División              | 2e    | —            |
| 1968–1969 | Tercera División              | 8e    | —            |
| 1969–1970 | Tercera División              | 9e    | 1er tour     |
| 1970–1971 | Regional Preferente           | 1er   | —            |
| 1971–1972 | Tercera División              | 18e   | 3e tour      |
| 1972–1973 | Regional Preferente           | 11e   | —            |
| 1973–1974 | Regional Preferente           | 2e    | —            |
| 1974–1975 | Regional Preferente           | 4e    | —            |
| 1975–1976 | Regional Preferente           | 1er   | —            |
| 1976–1977 | Tercera División              | 12e   | 1er tour     |
| 1977–1978 | Tercera División              | 2e    | —            |
| 1978–1979 | Tercera División              | 8e    | —            |
| 1979–1980 | Tercera División              | 3e    | 1er tour     |
| 1980–1981 | Tercera División              | 3e    | —            |
| 1981–1982 | Tercera División              | 3e    | 1er tour     |
| 1982–1983 | Tercera División              | 1er   | 3e tour      |
| 1983–1984 | Segunda División B            | 11e   | 3e tour      |
| 1984–1985 | Segunda División B            | 2e    | —            |
| 1985–1986 | Segunda División              | 18e   | 3e tour      |
| 1986–1987 | Segunda División B            | 18e   | —            |
| 1987–1988 | Segunda División B            | 2e    | 2e tour      |
| 1988–1989 | Segunda División B            | 16e   | 1er tour     |
| 1989–1990 | Segunda División B            | 8e    | —            |
| 1990–1991 | Segunda División B            | 5e    | —            |

### Real Saragosse B
| Saison    | Division              | Place   |
| --------- | --------------------- | ------- |
| 1991–1992 | Segunda División B    | 11e     |
| 1992–1993 | Segunda División B    | 18e     |
| 1993–1994 | Tercera División      | 2e      |
| 1994–1995 | Segunda División B    | 18e     |
| 1995–1996 | Tercera División      | 1er     |
| 1996–1997 | Segunda División B    | 15e     |
| 1997–1998 | Segunda División B    | 6e      |
| 1998–1999 | Segunda División B    | 11e     |
| 1999–2000 | Segunda División B    | 2e      |
| 2000–2001 | Segunda División B    | 5e      |
| 2001–2002 | Segunda División B    | 3e      |
| 2002–2003 | Segunda División B    | 13e     |
| 2003–2004 | Segunda División B    | 14e     |
| 2004–2005 | Segunda División B    | 5e      |
| 2005–2006 | Segunda División B    | 19e     |
| 2006–2007 | Tercera División      | 1er     |
| 2007–2008 | Tercera División      | 6e      |
| 2008–2009 | Tercera División      | 2e      |
| 2009–2010 | Tercera División      | 3e      |
| 2010–2011 | Tercera División      | 2e      |
| 2011–2012 | Segunda División B    | 16e     |
| 2012–2013 | Segunda División B    | 16e     |
| 2013–2014 | Tercera División      | 1er     |
| 2014–2015 | Segunda División B    | 20e     |
| 2015–2016 | Tercera División      | 1er     |
| 2016–2017 | Tercera División      | 1er     |
| 2017–2018 | Segunda División B    | 20e     |
| 2018–2019 | Tercera División      | 3e      |
| 2019–2020 | Tercera División      | 4e      |
| 2020–2021 | Tercera División      | 4e / 3e |
| 2021–2022 | Tercera División RFEF | 1er     |
| 2022–2023 | Segunda Federación    | 13e     |
| 2023–2024 | Segunda Federación    | 5e      |
| 2024–2025 | Segunda Federación    |         |

Bilan :
- 1 saisons en deuxième division
- 35 saisons en troisième division
- 30 saisons en quatrième division
- 1 saison en cinquième division